# Pedro Carmona (poète)
Pour les articles homonymes, voir Pedro Carmona et Carmona.
Pedro Carmona est un poète bordelais, ancien kiosquier, né en 1952. Fils de réfugiés républicains espagnols, il a commencé par collaborer à diverses revues de poésie francophone. Par la suite, il a publié une quinzaine de plaquettes en autoédition, puis trois recueils chez L'Harmattan et un dernier aux éditions Abordo.

## Ouvrages de poésie
- Le Café est brûlant, Abordo Éditions, 2020[3]
- Longue est la poussière, L'Harmattan, 2018[4]
- Sur la Cendre d'un murmure, L'Harmattan, 2017
- Un soupir qui se froisse, L'Harmattan, 2016[5]
- Futur, La Bruyère, 1991
- Le Roc ridé, Éditions Saint-Germain-des-Prés, 1976
- L'Aube rouge
- À titre provisoire
- Dans le Bleu du soleil
- Sur la cendre d'un murmure
- Préambules et adieux
- À l'ombre du silence
- Ce que froisse l'oubli
- La Nuit est aveuglante
- Les Semeurs de lisière
- Poussières d'un instant
- Hier est à venir

## Poèmes en anthologies
- Du Feu que nous sommes, anthologie de poésies contemporaines, Abordo Éditions, 2019